# Arré (Brèche)
Der Arré ist ein kleiner Fluss im Norden Frankreichs, der im Département Oise der Region Hauts-de-France östlich der Stadt Beauvais verläuft.

## Geografie

### Verlauf
Der Arré entspringt am östlichen Ortsrand von Saint-Just-en-Chaussée, entwässert generell Richtung Südsüdwest und mündet nach rund 16 Kilometern an der Gemeindegrenze von Agnetz und Fitz-James als linker Nebenfluss in die Brèche. In seinem Verlauf begleitet der Arré die Bahnstrecke Paris–Lille und stößt im Mündungsabschnitt auf die Autobahn-ähnlich ausgebaute Nationalstraße 31.

### Orte am Fluss
(Reihenfolge in Fließrichtung)
- Saint-Just-en-Chaussée
- Valescourt
- Saint-Remy-en-l’Eau
- Avrechy
- Airion
- Ronquerolles, Gemeinde Agnetz